# Little Brother
Little Brother is het eerste en enige ep van de Amerikaanse punkband Dead to Me. Little Brother werd uitgebracht op 28 oktober 2008 door Fat Wreck Chords.

## Nummers
1. "Don't Wanna" - 2:36
2. "Arrhythmic Palpitations" - 1:54
3. "Little Brother" - 4:06
4. "Ran That Scam" - 2:39
5. "What's Wrong" - 1:45